# Belisana floreni
Belisana floreni is een spinnensoort uit de familie trilspinnen (Pholcidae). De soort komt voor op Borneo.